# El río de oro
El río de oro és una pel·lícula coproducció hispano-suïssa dirigida per Jaime Chávarri estrenada el 1986 i protagonitzada per Ángela Molina. Fou rodada a Segòvia, vora el monestir del Paular i als marges del riu Lozoya. Fotogramas considera que malgrat la posada en escena insuficient i un desenvolupament una mica avorrit, té un gran atractiu. Ángela Molina va guanyar el Fotogramas de Plata 1986 a la Millor actriu de cinema pel seu paper

## Argument
Un matrimoni, Juan i Laura, que passa l'estiu amb els seus tres fills és alterat per l'arribada de l'oncle Peter i la seva bella i enigmàtica esposa Dubarry, un personatge curiós que es comporta de manera diferent a la resta de la família i que fa reviure records a tots.

## Repartiment
- Ángela Molina - Laura
- Bruno Ganz - Peter
- Francesca Annis - Dubarry
- Stefan Grubser - Juan
- Juan Diego Botto - Miguel